# Tichoumaren
Le Tichoumaren, Tishumaren ou Teshumara (en touareg : Ticumaren ou assuf), assouf ou blues touareg est un genre dérivé du blues. C'est la musique des ishumars (en français « les jeunes »), ce qui désigne la génération de Touaregs qui a connu la sécheresse, la répression de la rébellion de 1963-64 dans l'Adagh ensuite l'exil, puis les camps d'entraînement en Libye dans les années 1970-1990. En tamacheq, il existe un mot pour désigner ce courant musical : Assouf, qui signifie la nostalgie (voir l'article Saudade pour des synonymes de Assouf dans d'autres langues). Le groupe précurseur, qui a fait connaître cette musique internationalement, est Tinariwen.
L'assouf est parfois surnommé blues du Ténéré, dont le nom désigne le désert du Sahara.

## Historique
Le groupe précurseur, qui a donné aussi à cette musique sa notoriété internationale, est Tinariwen, fondé officiellement en 1982 à Tamanrasset en Algérie par Intayaden et Abraibon. Mais leur premier concert payant est à Sebha en Libye dès 1980. Au son des guitares acoustiques et électriques, ils ont porté les revendications de leur peuple pendant la rébellion touarègue des années 1990, faisant ainsi de la musique une arme, au point que les gouvernements du Mali et du Niger en interdisent l'écoute. Malgré les menaces, les cassettes clandestines circulent dans tout le pays touareg, répandant des messages de révolte en tamacheq, appelant les jeunes hommes à prendre les armes. Aujourd'hui, les accords de paix ont été signés et c'est en légendes vivantes qu'ils donnent des concerts dans leur pays et dans le monde entier,,. La notoriété internationale du groupe Tinariwen remonte en particulier aux premiers concerts en France au début des années 2000, à la suite de leur rencontre avec le groupe Lo’Jo puis leurs collaborations avec des stars du rock telles que Carlos Santana ou Robert Plant,  et même leur participation à des concerts au côté des Rolling Stones ou des Red Hot Chili Peppers.
D'autres groupes se constituent ensuite dans les différents territoires du Sahara : Takrist n'Akal  constitué en Libye en 1987, Abdallah ag Oumbadougou au Niger à partir de 1987, Toumast au Niger aussi à partir des années 1990, Etran Finatawa au Niger toujours à partir de 2004, Tamikrest au Mali à partir de 2006, Ibrahim Djo Experience également au Mali à partir de 2005, Imarhan en Algérie à partir de 2006, Bombino au Niger à partir de 2007, Mdou Moctar au Niger à partir de 2008, Terakaft, etc. Comme le désert et comme les Touaregs, cette musique est transfrontière.
En 2000, le Festival au désert est créé, avec une forte présence de cette musique chaque année sur scène,. 
En 2008, la compilation Ishumar, musique touarègue de résistance réunit pour la première fois sur un même disque les principaux artistes de blues touareg,.

## Type de musique et impact culturel
Ils ont créé un style unique, mélange de musique moderne (blues, rock…), de musique touarègue (Amazigh, Berbère), qui parle aussi bien d'amour et d'honneur que de politique et de faits guerriers. La guitare est devenue très populaire chez les Touaregs, notamment par Ibrahim ag Alhabib, l'un des fondateurs du groupe Tinariwen, ou encore par Kedhou ag Ossad, autre membre du groupe, guitariste et compositeur. L'instrument remplace peu à peu l'imzad, préservant une culture traditionnelle orale en l'ancrant dans le présent.

## Groupes et chanteurs de blues touareg
- Aboubacar Maza Wagé
- Arodéni
- Al-Hawa
- Aminatou Mohamed
- Dag Tenere
- Ezza
- Etran Finatawa
- Gountou
- Hamid Baroudi
- Hami Ekawel
- Ibrahim Djo
- Inerane (groupe de Bibi Ahmed)
- Innouré
- Imarhan
- Imawalanes (groupe de Mouma Bob)
- Kel Assouf (groupe d'Anana Harouna)
- Kel Aïr
- Kel Guefan
- Koudede
- Koutana
- Les Tendistes
- Les Filles de Illighadad
- Mohamed Gourmou
- Mohamed Hattahi
- Maouli
- Mdou Moctar (Niger)
- Omara Moctar dit « Bombino »
- Oyiwan
- Rissa Ixa
- Taflawist
- Tamikrest
- Tartit
- Tarha System
- Tadalat
- Tader Tarhanine
- Tarbiyat
- Takrist n'Akal (groupe d'Abdallah ag Oumbadougou)
- Terakaft (groupe de Kedhou)
- Tidawt (Hasso Akotey, Omara Moctar dit « Bombino », Alhassane Foungounou)]
- Tikoubaouine
- Tisdass
- Tittit
- Tisdes
- Tinariwen
- Tissilawine
- Toumast
- Toumastine